# Macromolecular Chemistry and Physics
Macromolecular Chemistry and Physics (abrégé en Macromol. Chem. Phys.) est une revue scientifique bimensuelle à comité de lecture qui publie des articles de recherche dans le domaine de la chimie des polymères.
D'après le Journal Citation Reports, le facteur d'impact de ce journal était de 2,386 en 2012. Actuellement, les directeurs de publication sont Markus Antonietti, David L. Kaplan, Shiro Kobayashi, Kurt Kremer, Timothy P. Lodge, Han E. H. Meijer, Rolf Mülhaupt, Thomas P. Russell, Anthony J. Ryan, João B. P. Soares, Hans W. Spiess, Nicola Tirelli, Gerhard Wegner et Chi Wusont.

## Histoire
Le journal est fondé en 1947 par Hermann Staudinger (prix Nobel de chimie en 1953) sous le nom :
- Die Makromolekulare Chemie, 1947-1993  (ISSN 0025-116X)